# 刘信 (严乡侯)
劉信（前1世纪？—7年？），西漢末期人物。曾祖父汉宣帝，祖父東平思王劉宇，父東平煬王劉雲，弟東平王劉開明、武平侯劉璜。

## 生平
建平二年（前5年），在父亲東平王劉雲的領地上封为严乡侯。漢平帝驾崩，王莽为摄皇帝，東郡太守翟義不满，联合劉信、武平侯劉璜、東郡都尉劉宇计划討伐王莽。
刘开明无子，以刘信子刘匡为嗣。居摄元年（6年），刘开明去世，刘匡继为东平王。
居摄二年（7年）九月，刘义等起兵反对王莽，推戴劉信为天子，翟義为大司馬、柱天大将軍，蘇隆为丞相、皋丹为御史大夫。劉信、翟義向各郡国发布王莽用毒酒殺害漢平帝的檄文。翟義至軍山陽郡，众至10数万。三輔右扶風槐里趙明、霍鴻起事响应，进逼長安。
王莽派遣孫建、王邑、王駿等7人为将軍，討伐劉信、翟義。孫建、王邑在陳留郡葘县擊破翟義軍，劉璜被斬首。後又進軍包围陳留郡圉县，歼灭翟義軍，翟義、劉信突围，翟義在汝南郡固始县被王莽軍抓获，处以磔刑。劉信不知去向。东平国被废除。居摄三年（8年）二月，討滅三輔的趙明、霍鴻。

## 注
1. ↑  《漢書》卷15下 王子侯表下